# Club de Beisbol i Softbol Sant Boi
El Club de Béisbol i Softbol Sant Boi (CBS Sant Boi) és un club català de beisbol i softbol de la ciutat de Sant Boi de Llobregat.

## Història
El CBS Sant Boi va néixer l'any 1971 amb el nom de Cinc Roses, fundat per Antonio Hervàs, ex jugador de l'Espanyol i el Picadero JC, al barri de Camps Blancs. Un any més tard, el primer equip del club va començar a competir. L'any 1977, l'Ajuntament de la ciutat, encapçalat per Joan Martí Xurit va promoure la construcció de l'actual estadi. El 1983 adoptà l'actual nom CBS Sant Boi
El 24 de gener de 2009, per defectes de construcció del camp de beisbol del club, propietat de l'ajuntament, les instal·lacions causà l'esfondrament del túnel de batuda, provocant la mort de quatre nens.
Uniforme del CB Cinco Rosas de Sant Boi.

## Palmarès
El palmarès del club és molt gran, amb més de 40 campionats de Catalunya i 20 d'Espanya, en totes les categories. Entre els més destacats cal esmentar:
- Lliga espanyola de beisbol: 2003, 2010[4]
- Copa espanyola de beisbol: 2002, 2003, 2006, 2015, 2016, 2019
- Lliga espanyola de softbol: 2013
- Copa espanyola de softbol: 1986, 2013, 2014, 2015, 2016
- Campionat de Catalunya de beisbol: 1980, 2001, 2002, 2003, 2004, 2005, 2013, 2014, 2015

L'any 2006 fou declarat millor equip i entitat esportiva de l'any 2006 de Sant Boi.